# Manuela Röck
Manuela Eugénie Röck (verheiratet Hepp-Röck; * 1973 in Saulgau) ist eine deutsche Sängerin, Musicaldarstellerin und Musikpädagogin.

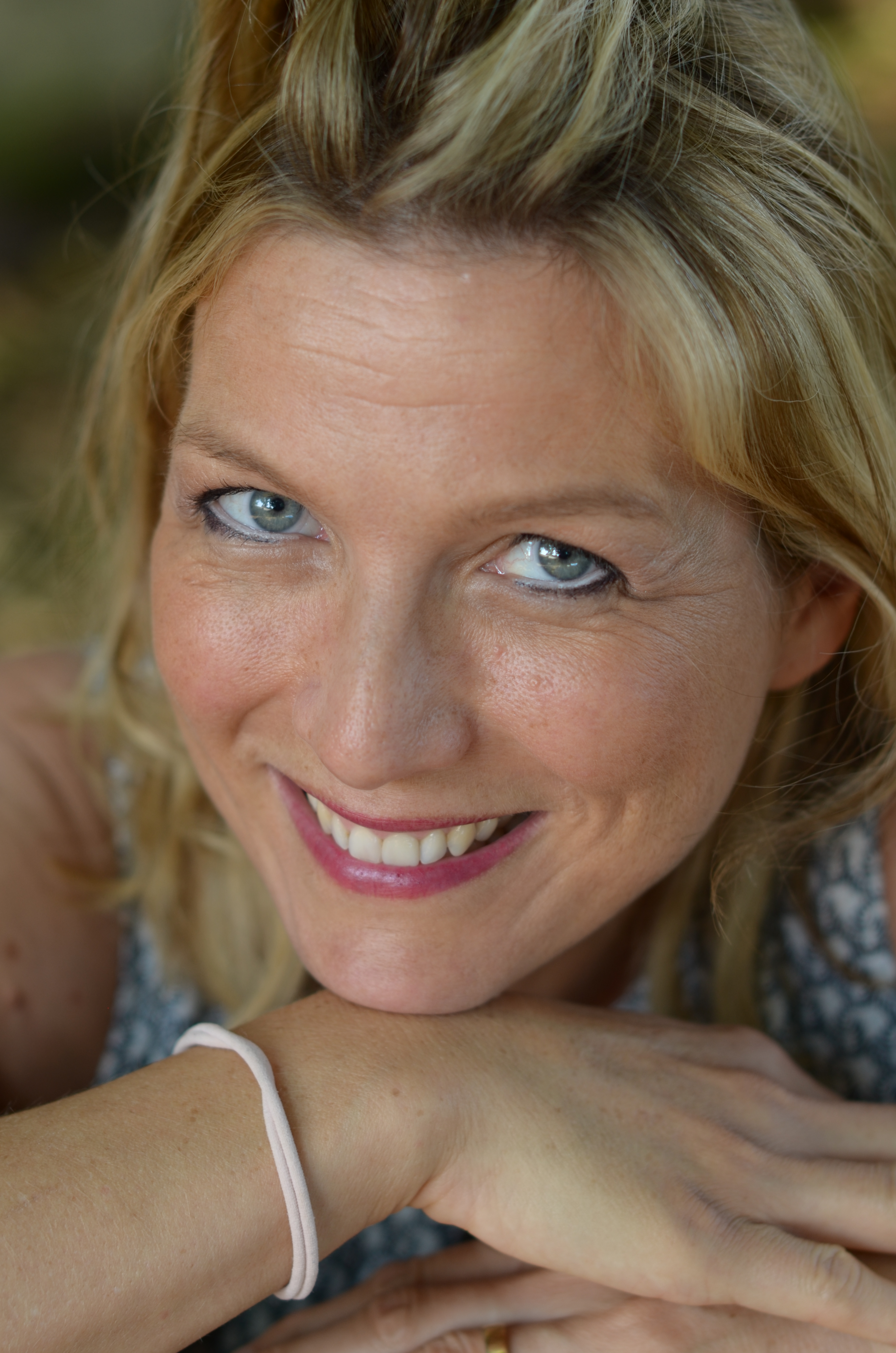
Manuela Röck (2018)

## Leben und Wirken
Manuela Röck ist die Tochter des Organisten und Chorleiters Josef Röck (1932–2021), ihre Geschwister Jeanette, Jan und Jimmy sind beruflich musikalisch tätig. Nach ihrem Abitur am Wirtschaftsgymnasium Bad Saulgau studierte Röck von 1996 bis 1999 als klassischer, lyrischer Koloratursopran Schauspiel, Jazz-Ballett, Stepptanz und Gesang an der Stage School Hamburg mit einem Abschluss als Bühnendarstellerin.
Röck sang bereits im Alter von vier Jahren in dem von ihrem Vater geleiteten Kinderchor und in der Saulgauer Mädchenkantorei und nahm 1989 gemeinsam mit ihrer Schwester Jeanette an der Rudi Carrell Show teil, wo beide mit Gitti und Erikas „Aus Böhmen kommt die Musik“ den Zuschauerpreis Goldenes Mikrofon gewannen. Die Schwestern wurden von Ramona Leiß und Hans R. Beierlein unter Vertrag genommen und traten als „Geschwister Röck“ oder „Manuela & Jeanette“ bis Mitte der 1990er Jahre in der Volksmusik-Szene auf, auch im Rahmen von Deutschlandtourneen mit dem Original Naabtal Duo, Stefan Mross, Stefanie Hertel und TV-Auftritten in Achims Hitparade, Die goldene Eins, Feste der Volksmusik und in Volksmusik-Specials von Karl Moik, Marianne & Michael und den Fischer-Chören. Hinzu kamen Tonaufnahmen.
Nach ihrem Studium war Röck am Altonaer Theater als Zerline im Bühnenstück Don Juans zweite Frau von Arthur Boskamp zu sehen, 1999 am St. Pauli Theater in Skandal im Sperrbezirk.  . Von 2000 bis 2003 trat sie im Musical Theater Neuschwanstein in Ludwig II. – Sehnsucht nach dem Paradies die Hauptrolle als Prinzessin Sophie sowie in verschiedenen Nebenrollen auf. 2003 übernahm sie am Stadttheater Pforzheim in Der kleine Horrorladen die Rolle der Audrey. Ab Anfang der 2000er Jahre trat sie zudem mit ihren Geschwistern als „Geschwister-Röck-Quartett“ auf. Als Solistin sang sie zum Beispiel mit dem Polizeiorchester Bayern anlässlich der 750-Jahr-Feier der Stadt Rain und für die CD des Polizeiorchesters Solisten Feuerwerk.
Röck arbeitet als Musikpädagogin an einer Realschule; ab 2024 in Bad Urach, zuvor in Reutlingen, wo sie eine Musical-AG gründete und mit bis zu 80 Schülern Musicals zur Aufführung brachte. Sie ist mit dem Trompeter Alfred Hepp verheiratet.

## Kompositionen
Gemeinsam mit ihrem Bruder Jan schrieb Röck Text und Musik für die Kindermusicals Der Schmied und das Feuer und Is(s)t man Mist - taste the waste, die von der Musicalakademie der österreichischen Landeshauptstadt St. Pölten sowie mit der Württembergischen Philharmonie Reutlingen aufgeführt bzw. coronabedingt verfilmt wurden.

## Diskografie

### Einzelne Lieder
- Jeanette & Manuela Röck: Aus Böhmen kommt die Musik. Auf dem Album Die Rudi-Carrell-Show (Titan; 1989)[18]
- Geschwister Röck: Wenn’s draußen schneit. Auf dem Album Frohe Weihnachten – Ramona Leiss präsentiert: Die Stars der Volksmusik. (Polydor 511 265; 1989)[19]
- My heart will go on und Musical Highlights. Auf dem Album Polizeiorchester Bayern. Solisten Feuerwerk. (B-Ton BCD7381; 2010)[20][21]

### Singles – Manuela & Jeanette Röck
- Mit off'nen Augen durch das Leben / Wo die Sterne der Heimat erglüh'n (Polydor 867 652-7; 1991)
- Mei liabes Vogerl, fliag / Wenn'st heit net lachst  (Polydor 879 850-7; 1991)
- Mei Tante Liesi / Ein liebes Wort (Dino 9011310; 1992)

## Auszeichnungen
- 1989: Goldenes Mikrophon (Monatssieger September) für „Manuela & Jeanette“ in der Rudi Carrell Show
- 1989: Goldenes Mikrophon (Dezember) für „Manuela & Jeanette“ in der Rudi Carrell Show
- 1999: Auszeichnung der Andreas-Mokros-Stiftung der Hamburger Kammerspiele